# تیاسکین (مریلند)
تیاسکین (به انگلیسی: Tyaskin) شهری در ایالت مریلند کشور ایالات متحده آمریکا است که جمعیت آن در سرشماری سال ۲۰۱۰ میلادی، ۲۳۶ نفر بوده‌است.